# Dangwai
Dangwai oder Tangwai (chinesisch 黨外 / 党外, Pinyin dǎngwài, W.-G. Tang3-wai4 – „außerhalb der Partei“) ist die Bezeichnung für eine politische Bewegung in der Republik China auf Taiwan von Mitte der 1970er bis Mitte der 1980er Jahre. Die Bewegung verstand sich als Alternative zur damals alleinherrschenden Kuomintang (KMT).
Während der Phase der Einparteienherrschaft der Kuomintang 1949–1987 waren nur drei politische Parteien legal zugelassen: die Kuomintang selbst, die Jungchina-Partei und die Sozialdemokratische Partei Chinas. Die beiden letztgenannten Parteien waren jedoch eng mit der KMT assoziiert und konnten nicht als echte Oppositionsparteien gelten. Die Neugründung von politischen Parteien war unter dem geltenden Ausnahmezustand verboten. Dies war der Auslöser für die „Dangwai-Bewegung“ (die Bewegung außerhalb der Partei, wobei sich „Partei“ auf die Kuomintang bezog). Im Jahr 1986 ging aus der Bewegung die erste oppositionelle Partei der Republik China, die Demokratische Fortschrittspartei (DPP), hervor.